# ویرژینی دپانت
ویرژینی دپانت (به فرانسوی: Virginie Despentes) نویسنده و کارگردان قرن بیستم میلادی اهل فرانسه است. فیلم‌ بز-موآ (۲۰۰۰) بر اساس اولین رمان او (1994) با همین عنوان ساخته شده‌است که به زندگی دو زن در حومه پاریس می‌پردازد که از راه تن فروشی گذران زندگی می‌کنند.